# 航空机关炮

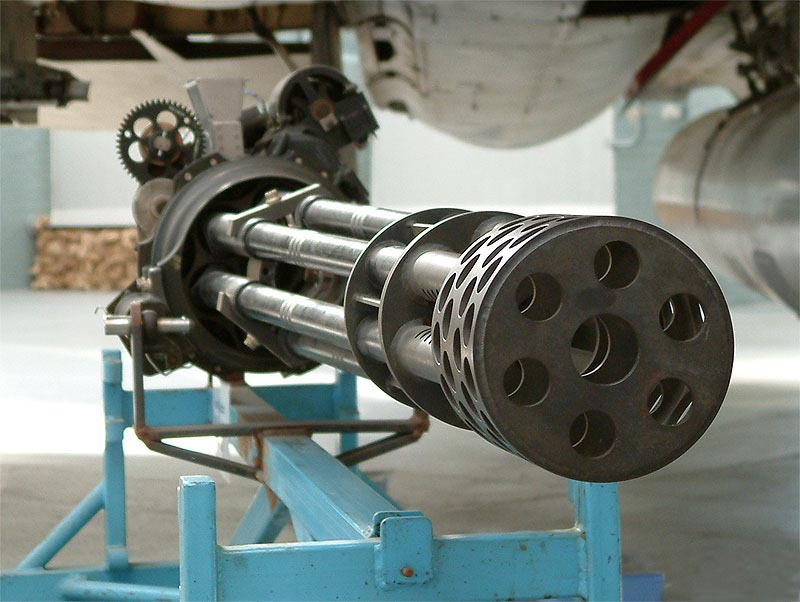
M61火神机关炮

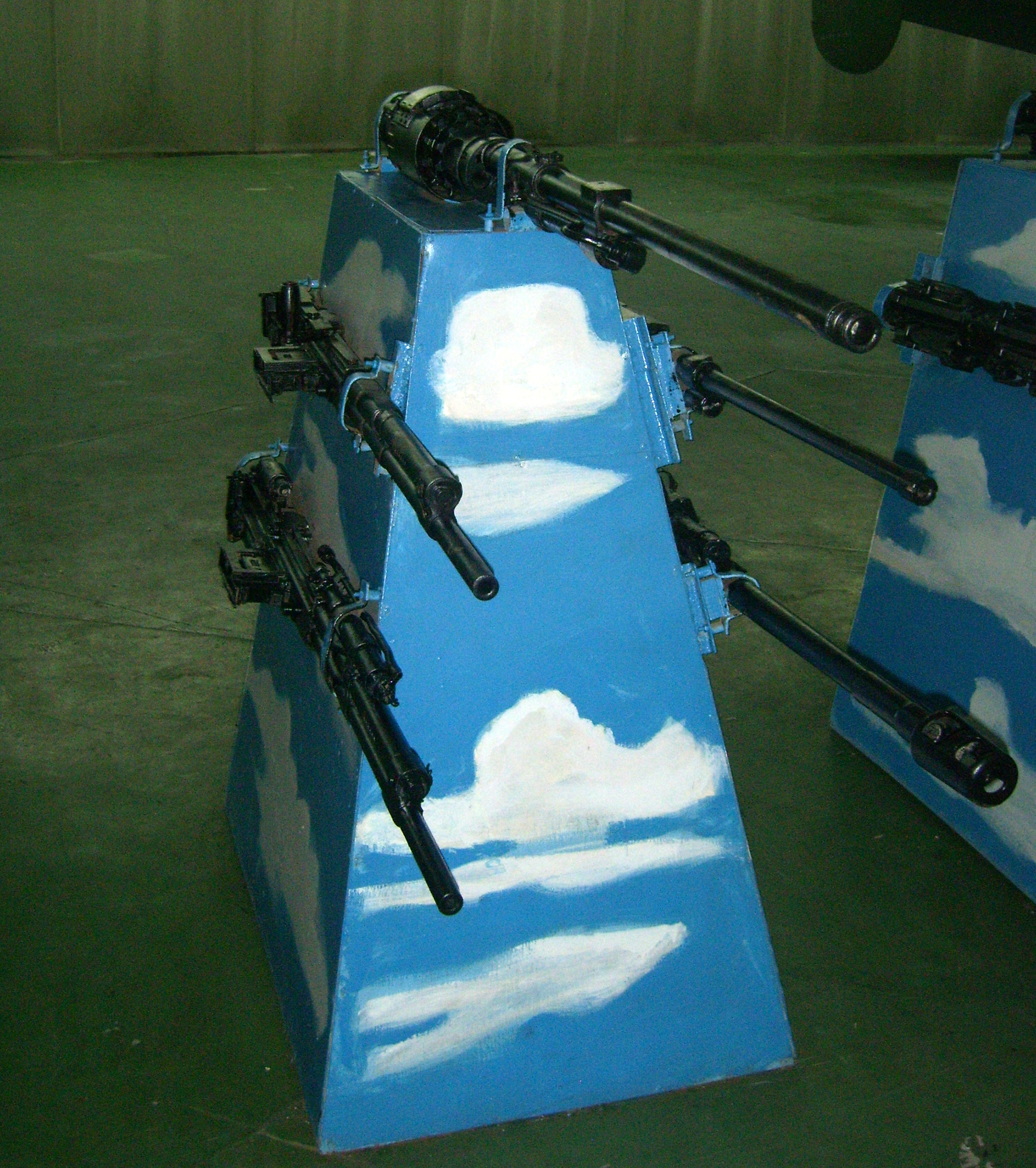
各种航空机关炮

航空机关炮（简称機砲）是飞机或直升机上装备的大口徑自动发射武器。能自动完成开膛，抽壳，抛壳，进弹，锁膛，击发等系列射击动作。

## 参看
- 空用枪械
- 航空机关枪